# テンションアップ↑↑ くるま!電車!のりものミュージック
『テンションアップ↑↑ くるま!電車!のりものミュージック』（テンションアップ↑↑ くるま!でんしゃ!のりものミュージック）は、キングレコードから発売された童謡のコンピレーション・アルバム。2014年6月25日発売。

## 概要
- 子供に人気の乗り物の歌を全25曲と、乗り物の効果音を全7曲の、合計32曲を収録したコンピレーション・アルバム。

## 収録曲
- 1.効果音① 乗用車 エンジン始動〜発車、通過音（高速）、クラクション
- 2.はたらくくるま・1
- 3.ラッキードライブ!!
- 4.くるまだくるま
- 5.効果音② 新幹線 発車ベル〜発車、通過音
- 6.はしるよ!新幹線!
- 7.おぼえよう!しんかんせん
- 8.新幹線でゴー!ゴ・ゴー!
- 9.はぴねす特急
- 10.はしれちょうとっきゅう
- 11.効果音③ バス エンジン起動、通過音、ボタン（ピンポン）
- 12.バスにのって・サバンナへ
- 13.バスごっこ
- 14.効果音④ パトカー、救急車、消防車、ブルドーザー、ゴミ収集車
- 15.はたらくくるま・2
- 16.ジューキーズこうじちゅう!
- 17.エンジン全開!
- 18.はたらくくるま・3
- 19.効果音⑤ 電車 発車ベル〜発車、通過音
- 20.でんしゃがくるよ
- 21.チャギントンテーマソング
- 22.ジャンケントレイン
- 23.ちかてつ
- 24.でんしゃだいすき!
- 25.効果音⑥ 蒸気機関車 発車
- 26.きかんしゃトーマスのテーマ2
- 27.ぼくらのロコモーション
- 28.走り出せ!D・51
- 29.効果音⑦ ロケット 発射
- 30.宇宙船のうた
- 31.ボロボロロケット
- 32.ゆめでんしゃ